# マリオ・ボッタ
マリオ・ボッタ （Mario Botta, 1943年4月1日 - ）は、スイスの建築家。

## 来歴・人物
スイス・ティチーノ州メンドリーズィオ生まれ。1969年、ヴェネツィア大学建築学科卒業。在学中にル・コルビュジェとルイス・I・カーンの助手を務めた。同年独立。ルガーノを拠点に活動（2010年現在）。
代表的な作品に、「サンフランシスコ近代美術館、通称SFMoMA」（1994年）、「スカラ座（イタリア・ミラノ）改修」（2004年）がある。日本国内に存在する作品にワタリウム（1990年）がある。
マリオ・ボッタはその地域で採れる天然石やレンガ、コンクリートなどの素材を好んで用いる。
幾何学的でシンプルな形を優先し、光と影を効果的に演出しながら、威圧感のある建物を軽やかでエレガントなものにしている。

## 作品
- 1971年 カデナッツォの住宅、スイス、カデナッツォ
- 1973年 リヴァ・サンヴィターレの住宅、スイス、リヴァ・サンヴィターレ
- 1976年 リゴルネットの住宅、スイス、リゴルネット
- 1979年 クラフト・センター、スイス、バレルナ
- 1979年 サリータ・デ・フラーティ図書館
- 1981年 マッサーニリョの住宅
- 1982年 フリブール州立銀行、スイス、フリブール
- 1985年 ランシーラ1ビル、スイス、ルガーノ[1]
- 1988年 ゴッタルド銀行、スイス、ルガーノ
- 1990年 モリーノ・ヌオヴォのオフィスビル、スイス、ルガーノ
- 1990年 リュッツォー広場の集合住宅、ドイツ、ベルリン
- 1990年 ワタリウム
- 1991年 ラヴォロ銀行、アルゼンチン、ブエノスアイレス
- 1991年 ニッツォーラ通りのオフィスビル、スイス、ベリンツォーラ
- 1991年 五大陸ビル、スイス、ルガーノ
- 1992年 チェントロ5オフィスビル・集合住宅、スイス、ルガーノ
- 1992年 ダーロの住宅、スイス、ダーロ
- 1993年 カイマート・オフィス・ビル、スイス、ルガーノ
- 1994年 サンフランシスコ近代美術館、サンフランシスコ、アメリカ
- 1995年 UBS本社屋、スイス、バーゼル
- 1996年 ジャン・ティンゲリー美術館、スイス、バーゼル
- 1996年 聖ジョバンニ教会、スイス、モーニョ
- 1996年 サンタ・マリア・デリ・アンジェリ礼拝堂（スイス、モンテ・タマロ山頂）
- 1999年 フランチェスコ・ボッロミーニ生誕400年記念碑サン・カルロ・アッレ・クワトロ・フォンターネ聖堂木造模型（スイス、ルガーノ湖畔、2003年解体）
- 2001年 ハーティング テクノロジー・グループ管理棟
- 2002年 バス停の差し掛け屋根、スイス、ルガーノ
- 2002年 ジェネストレリオ教区教会
- 2003年 江南教保タワー、韓国、ソウル
- 2007年 チューゲン・ベルグオアーゼ・スパ

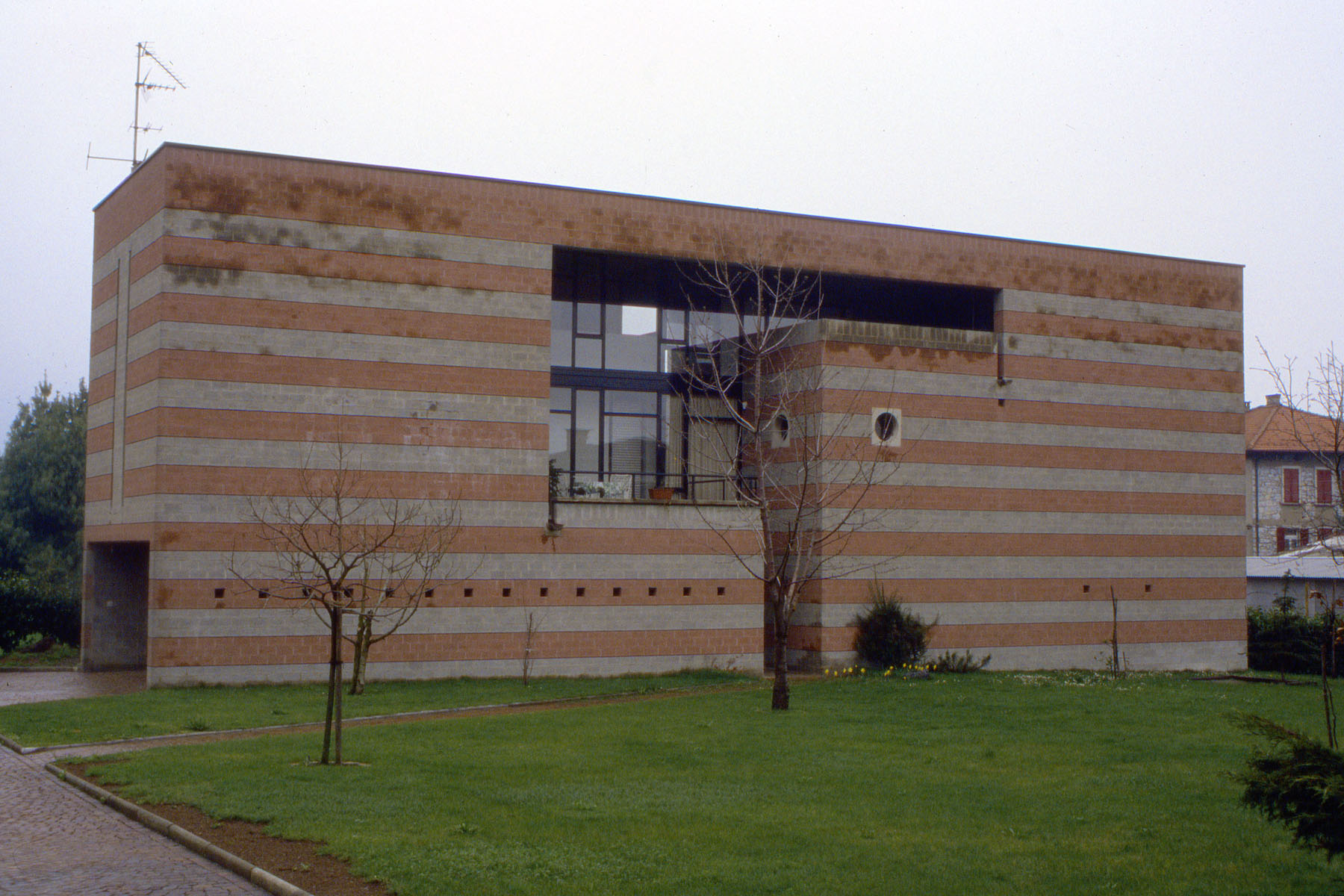
リゴルネットの住宅
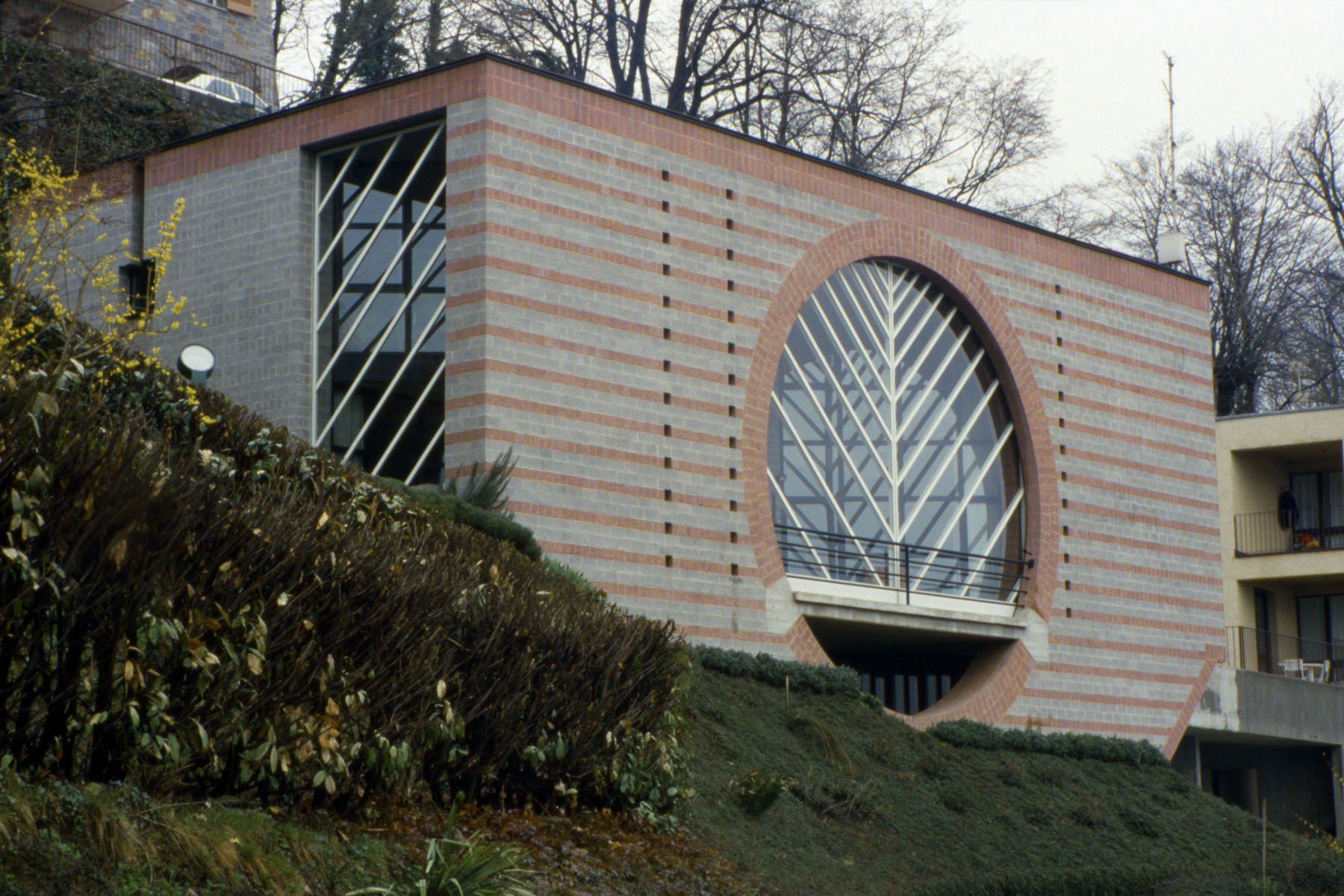
マッサーニリョの住宅
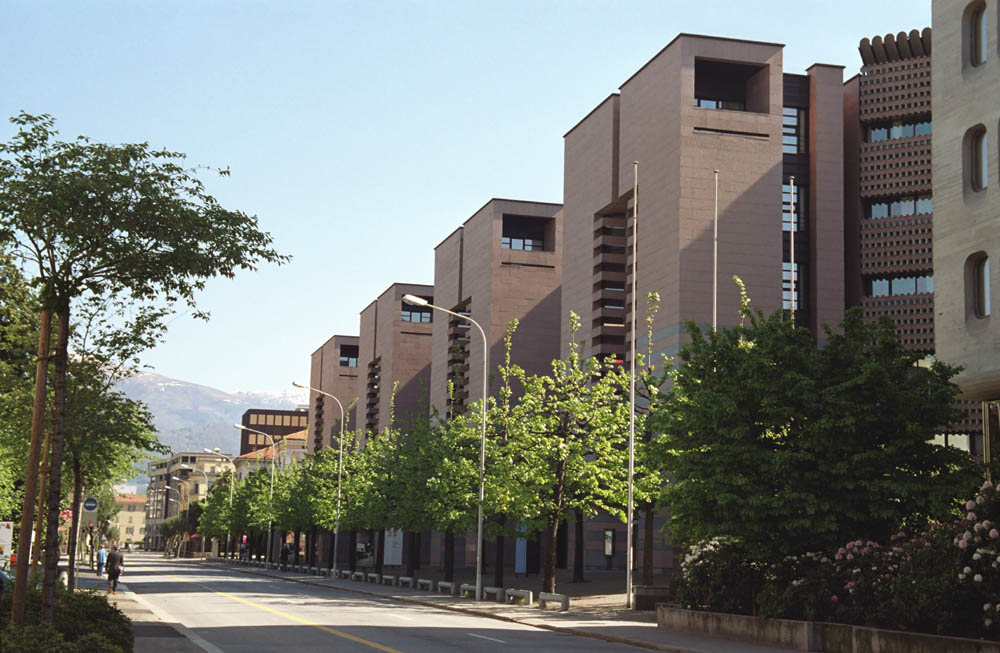
ゴッタルド銀行
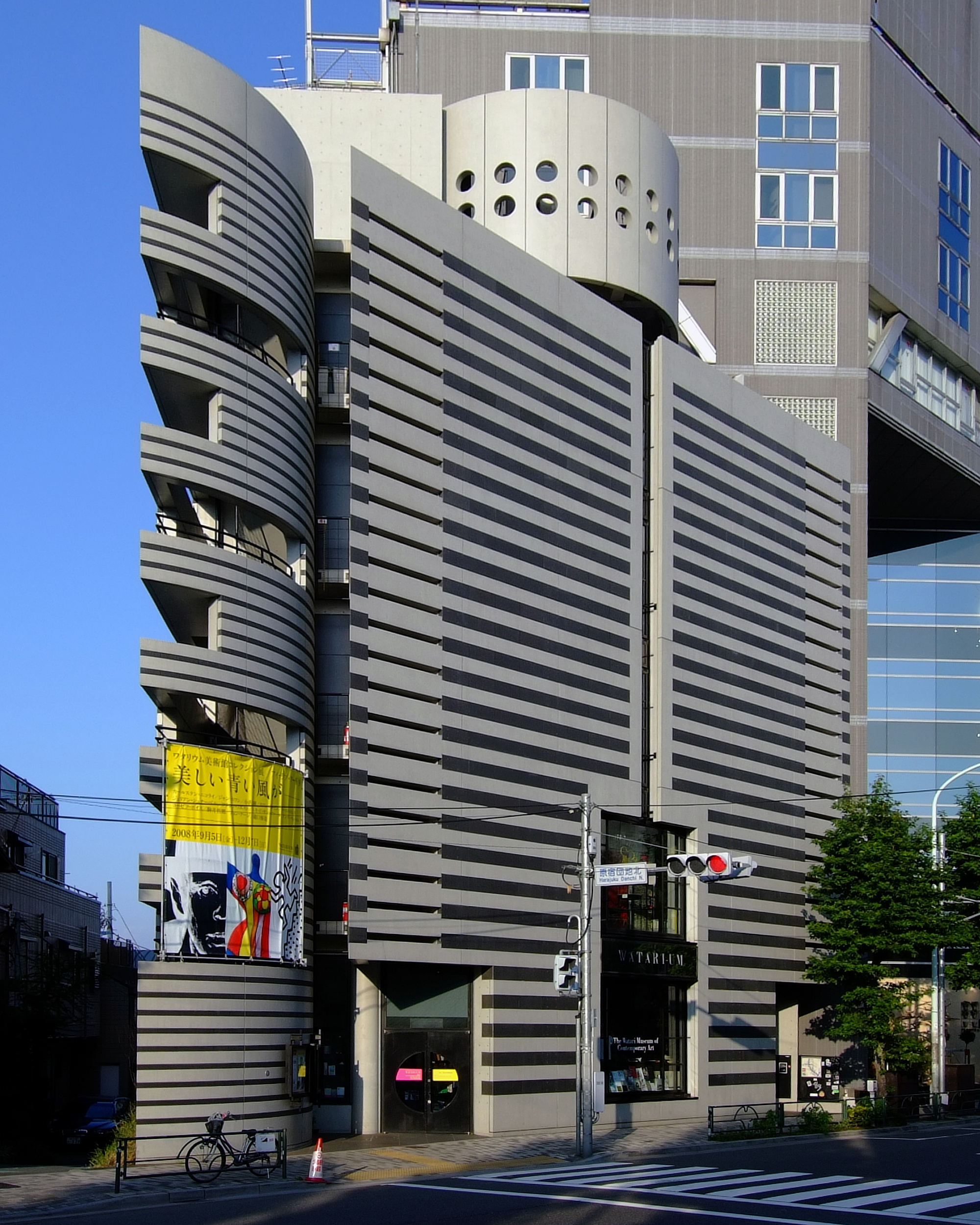
ワタリウム
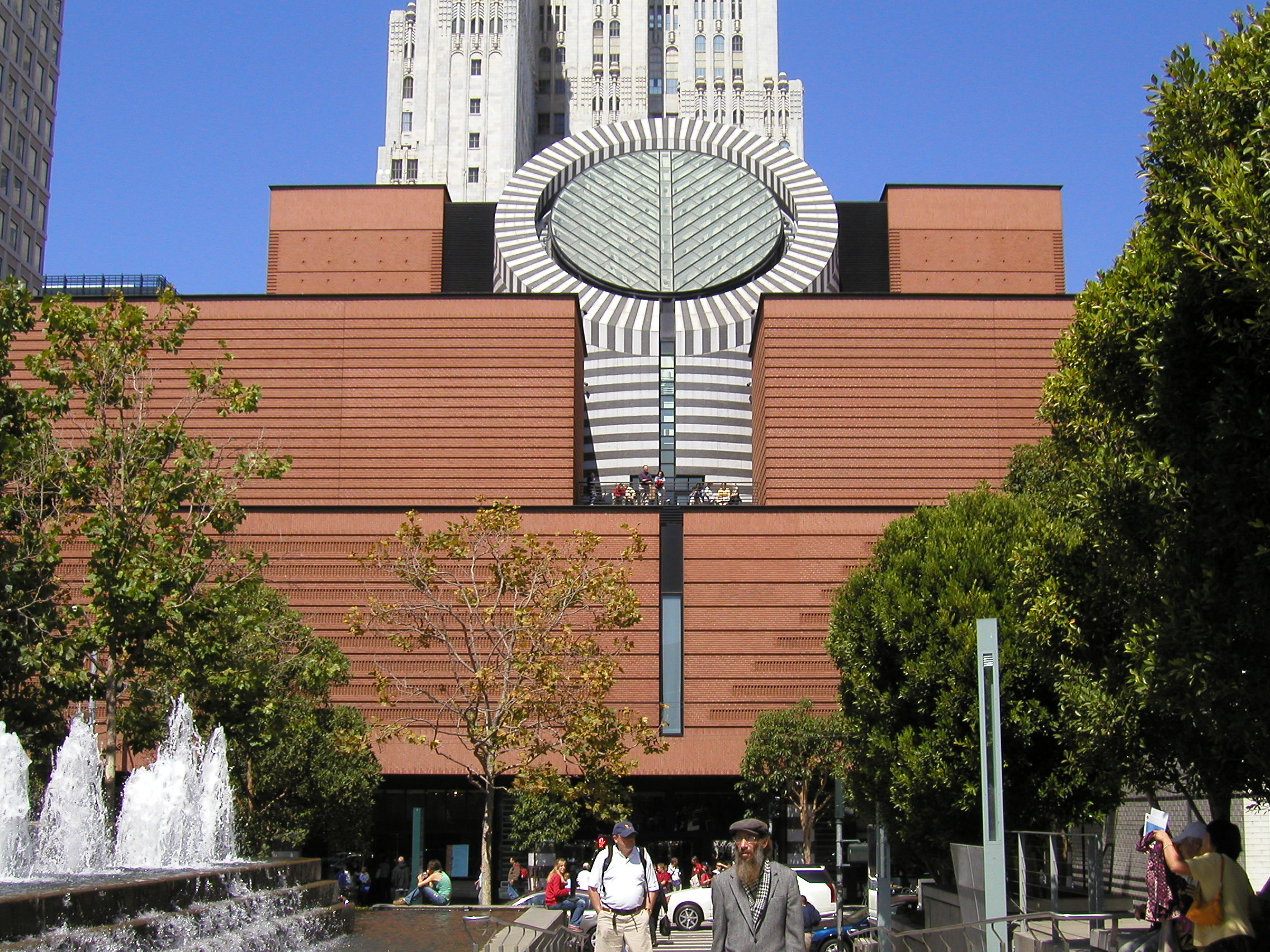
サンフランシスコ近代美術館
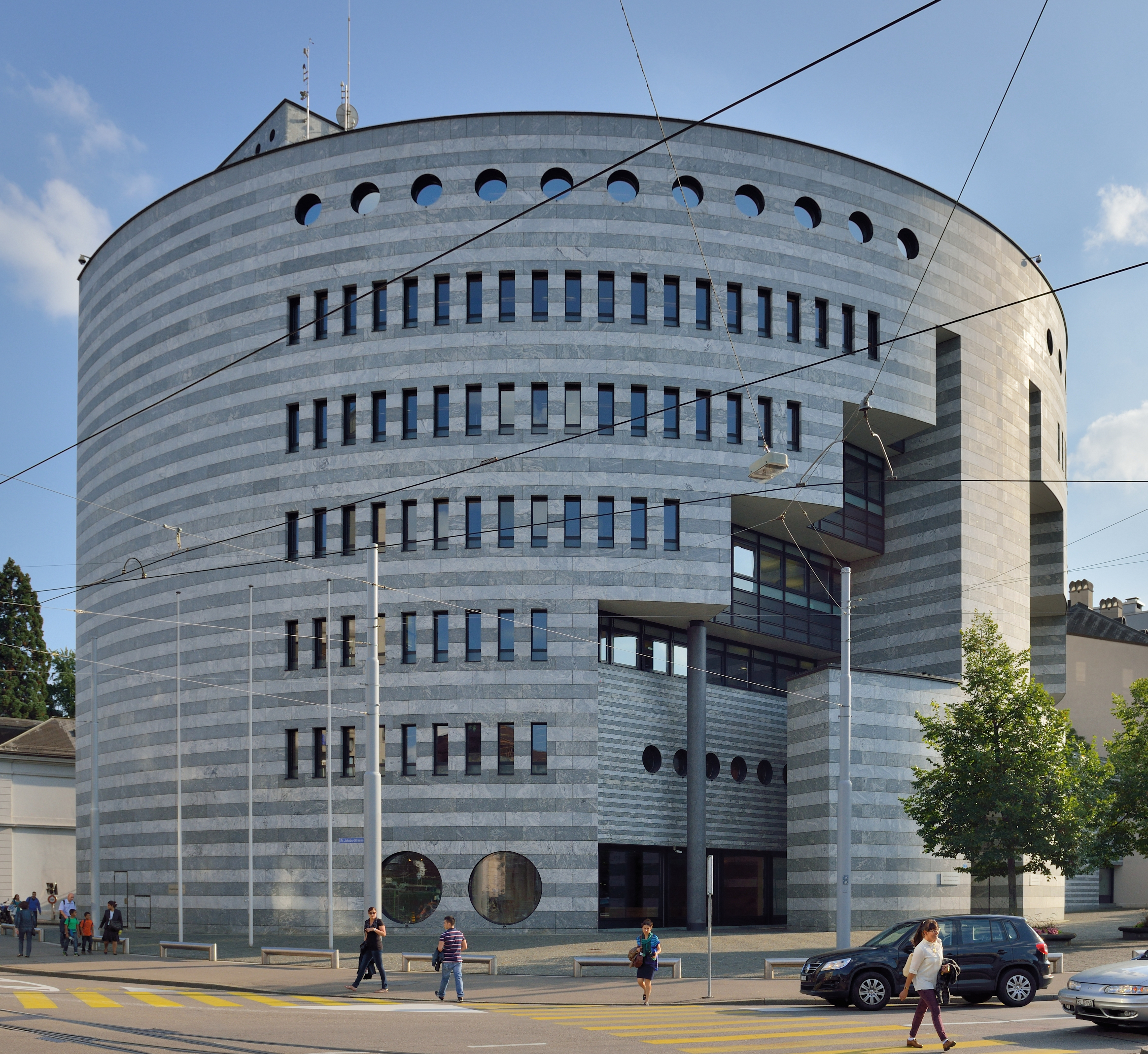
UBS本社屋
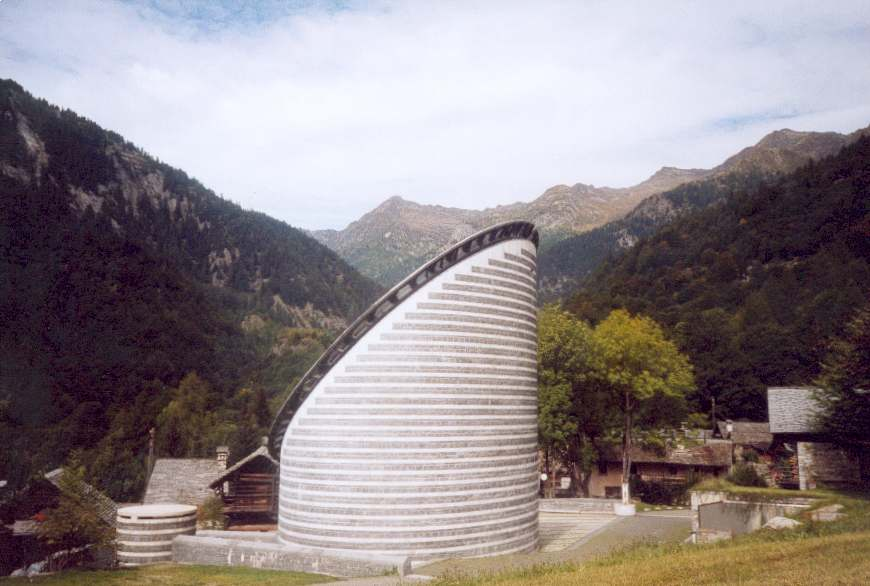
聖ジョバンニ教会
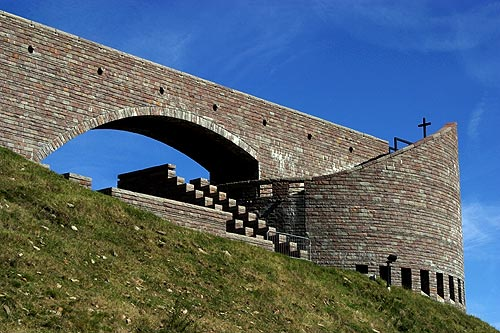
サンタ・マリア・デリ・アンジェリ礼拝堂（スイス、モンテ・タマロ山頂）
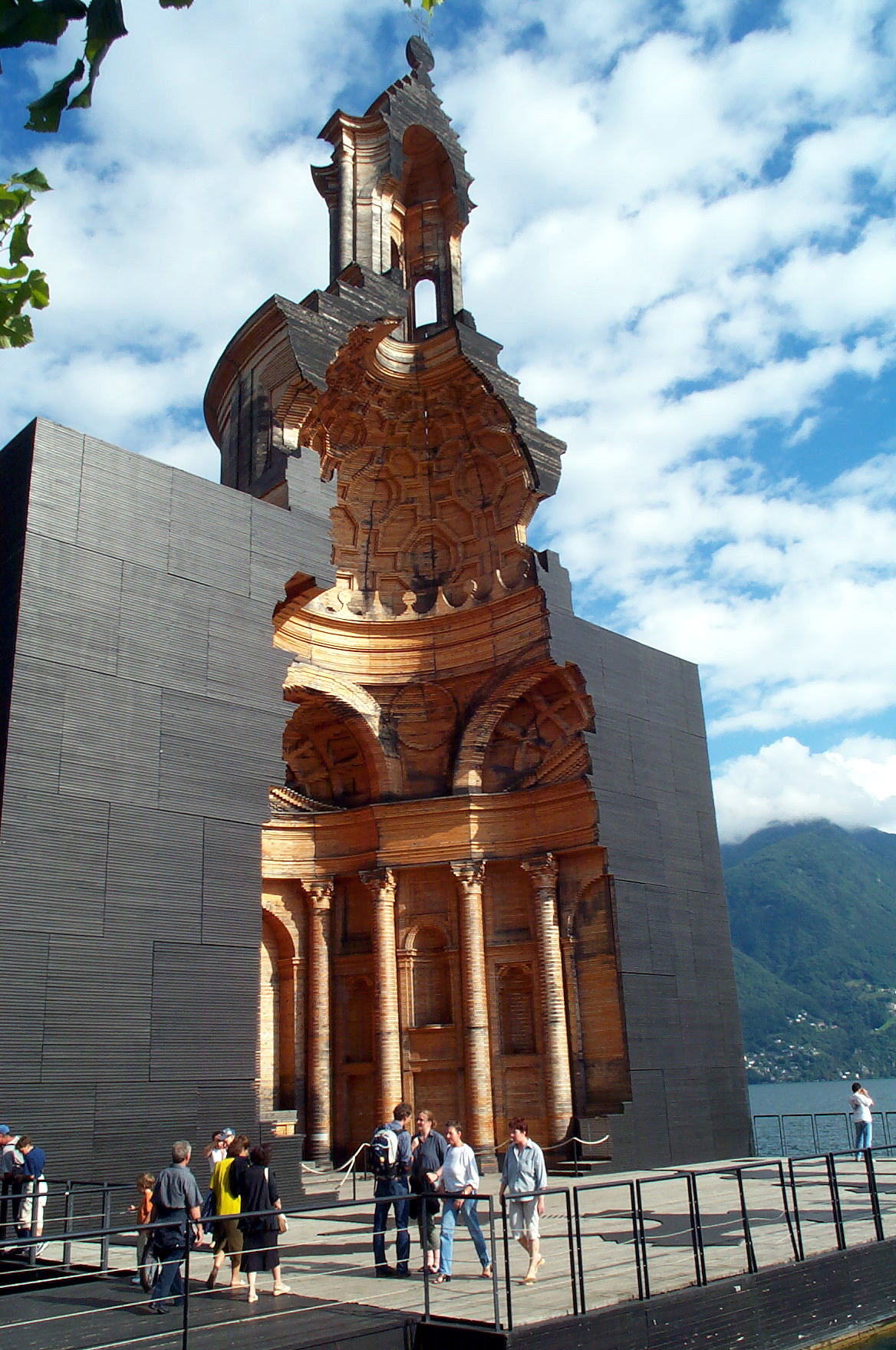
サン・カルロ・アッレ・クワトロ・フォンターネ聖堂模型（スイス、ルガーノ湖畔）
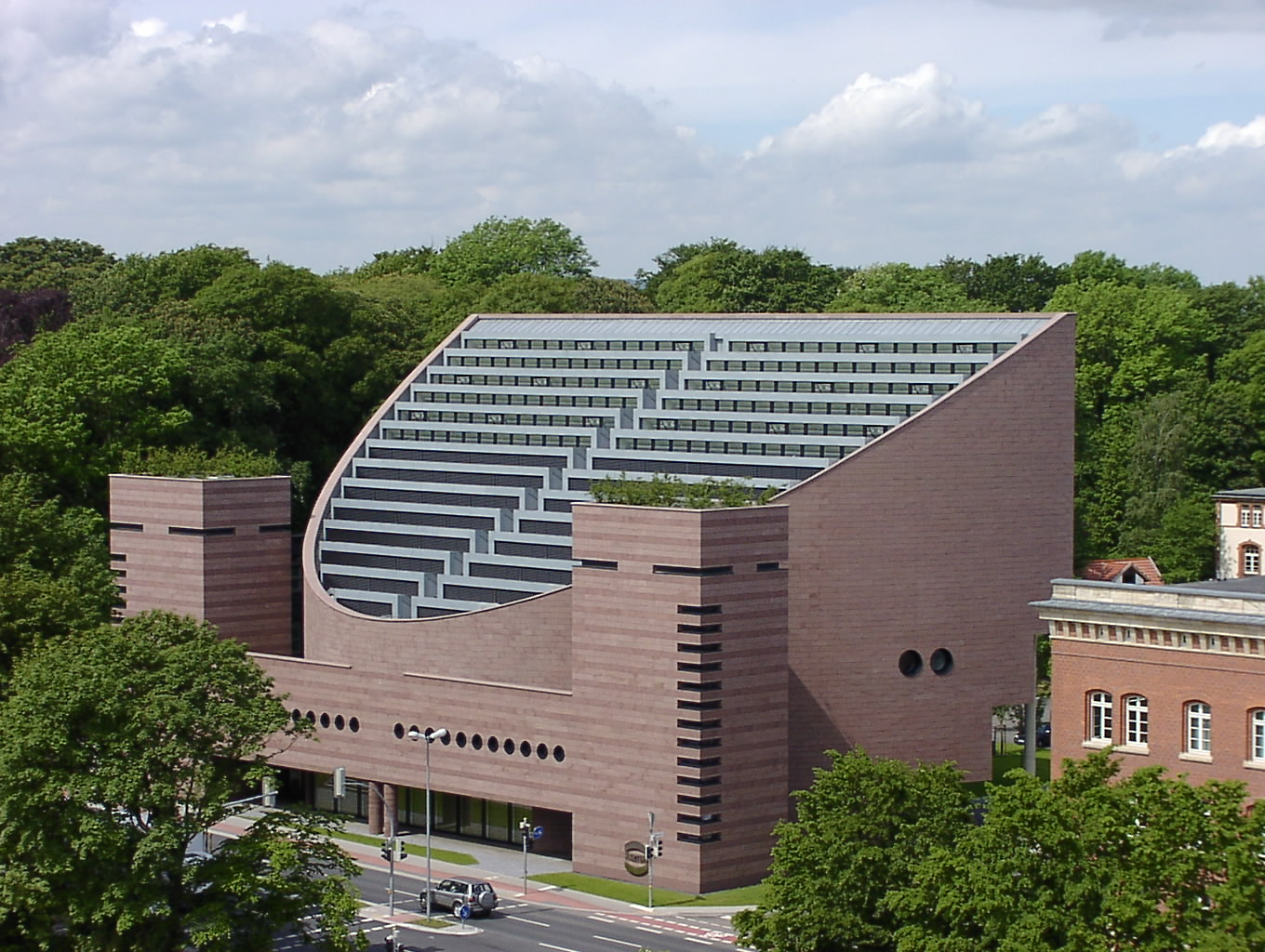
ハーティング テクノロジー・グループ管理棟
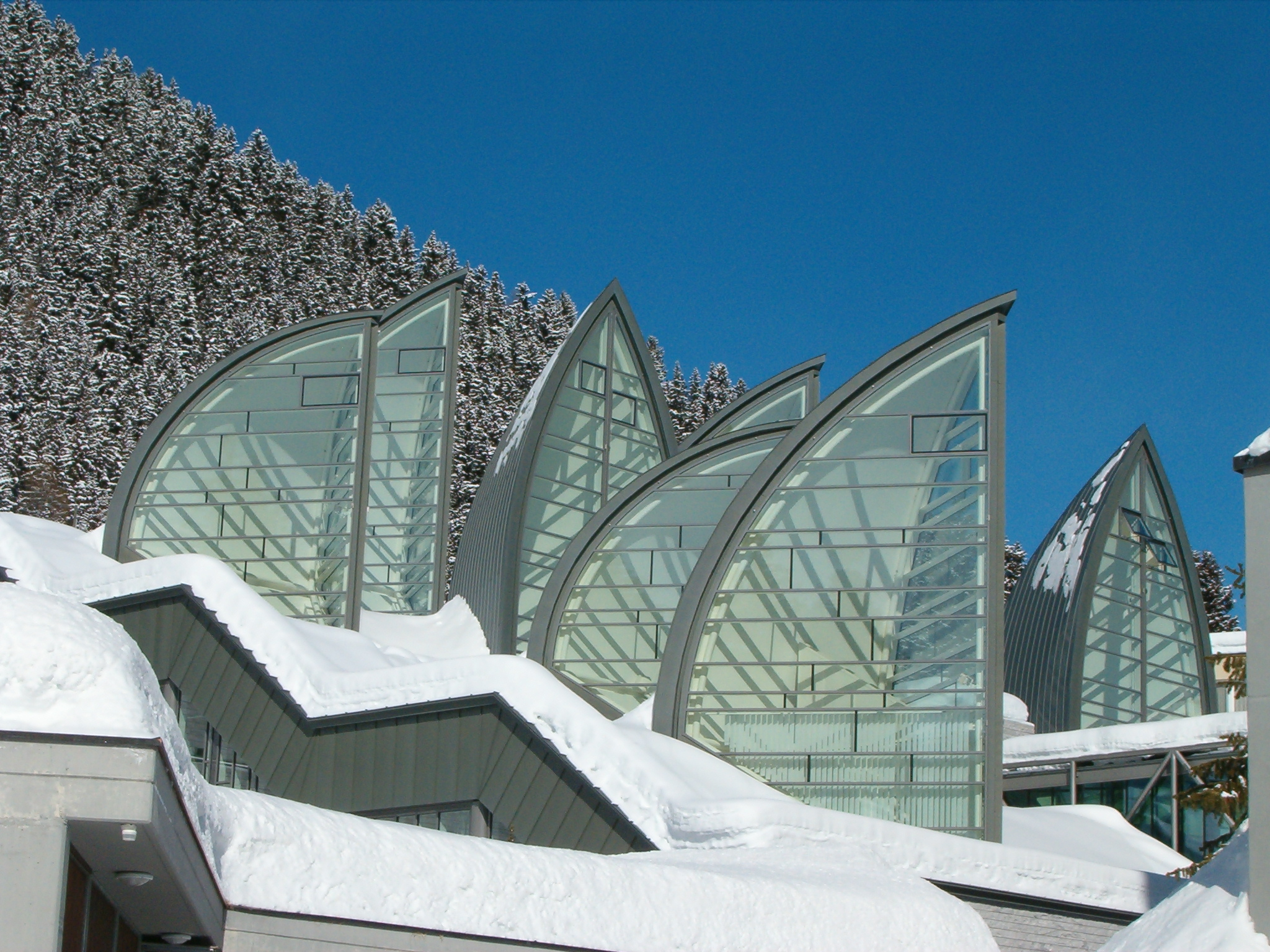
チューゲン・ベルグオアーゼ・スパ